# Бенземан, Иван Адольфович
Иван Адольфович Бенземан (1815–1854) — русский архитектор, академик архитектуры Императорской Академии художеств.

## Биография
Родился в Санкт-Петербурге 10 (22) мая 1815 года (также указывается дата рождения 20 мая) в семье сенатского секретаря Адольфа-Филиппа Ивановича Бейземана (1784—1854). Семья была многодетная. У Ивана были братья: инженер путей сообщения, инспектор Балтийской, Царскосельской и Сестрорецкой железных дорог Михаил Адольфович (1833—1916); военный инженер, генерал-лейтенант Иосиф Адольфович (?—1886); ещё один брат, также военный — Николай Адольфович (1812—1888); Владимир (1830—1902), редактор неофициальной части «Астраханских губернских ведомостей», заведующий Астраханской общественной библиотекой в 1857—1862 гг.; его сестра Мария (1820—1874) была замужем за М. М. Окуневым
Учился в Императорской Академии художеств (1824—1831). Получил звание свободного художника-архитектора (1833).
В 1834 году Бенземан стал помощником архитектора Института гражданских инженеров. В 1837 году принял поступившее из Симбирска предложение занять должность в Симбирском дворянском депутатском собрании. В августе 1836 года Симбирск посетил император Николай I и поставил ряд градостроительных задач. Среди них — реконструкция Губернаторского дома, гимназии, постройка при ней пансиона, формирование на месте старых кварталов площади для установки Памятника Н. М. Карамзину. Но главным было проектирование Дома дворянского собрания, к чему Бенземан, прибывший в город зимой 1837 года сразу и приступил. Уже через 2 года проектная документация на Дом дворянского собрания была направлена в Петербург, где была одобрена и получила высокую оценку. К этому времени Бенземан уже получил звание «назначенного в академики» (1838), а в 1839 году ему было присвоено звание академика; вероятно, был принят во внимание и проект дома дворянского собрания; в 1840 году он был награждён бриллиантовым перстнем. Главное управление путей сообщения и публичных зданий, утвердив проект и смету, однако рекомендовало отложить начало строительства до сноса находившихся на этом месте старых зданий архива, типографии и чертёжной. И возведение здания началось только в 1843 году, а открытие Дома дворянского собрания состоялось 1 января 1847 года. В 1843-1847 гг., по проекту Н. Е. Ефимова под надзором И. А. Бенземана, который внёс в проект ряд изменений, в Симбирске была построена Евангелическо-лютеранская церковь св. Марии. Перестроена в 1913 г. по проекту А. А. Шодэ.
Симбирское дворянство новой работы ему не предлагало; удельная контора — место подработки — также отказалась от его услуг в 1847 году. И Бенземан переехал в Сызрань, где работал архитектором местной удельной конторы; состоял в штате Сызранской удельной конторы (1848—1854). В 1851 году он сделал проект летнего храма Вознесения Господня с пятью восьмериковыми главами, в Сызранском мужском Вознесенском монастыре (построен в 1852 году); В 1852—1854 годах по его проектам были построены двухэтажный настоятельский дом и новый братский корпус.
Скончался в Сызрани в 1854 году, оставив вдову Александру Ивахниевну и девятерых детей без достаточных средств к существованию.

## Известные работы
Проект «плана и фасада дома дворянского собрания» (1839), Дом Трудолюбия (1840), проект постройки «Здания симбирского благородного при гимназии пансиона» (1842). Под его руководством было завершено строительство Дома дворянского собрания (1839–47), сооружён храм во имя св. Марии (Лютеранская кирха, 1847), проведена реконструкция Николаевской церкви (по проекту И. Ефимова), комплекс женского удельного хозяйственного училища в Конно-Подгородной Слободе с церковью Успения Божьей Матери, всё — Симбирск.

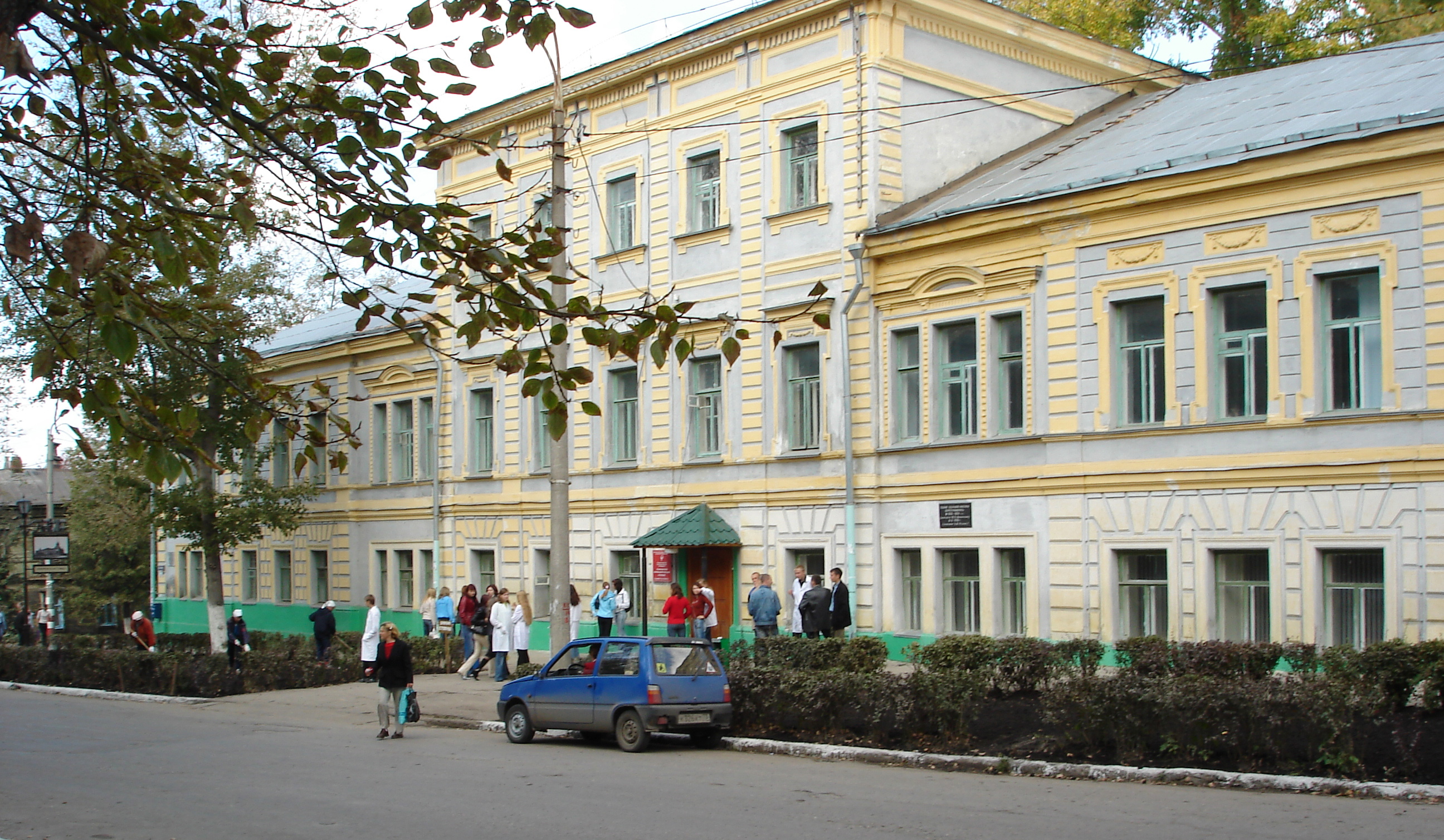
Здание удельной конторы, ныне Ульяновский фармацевтический колледж (ул. Толстого, 37).
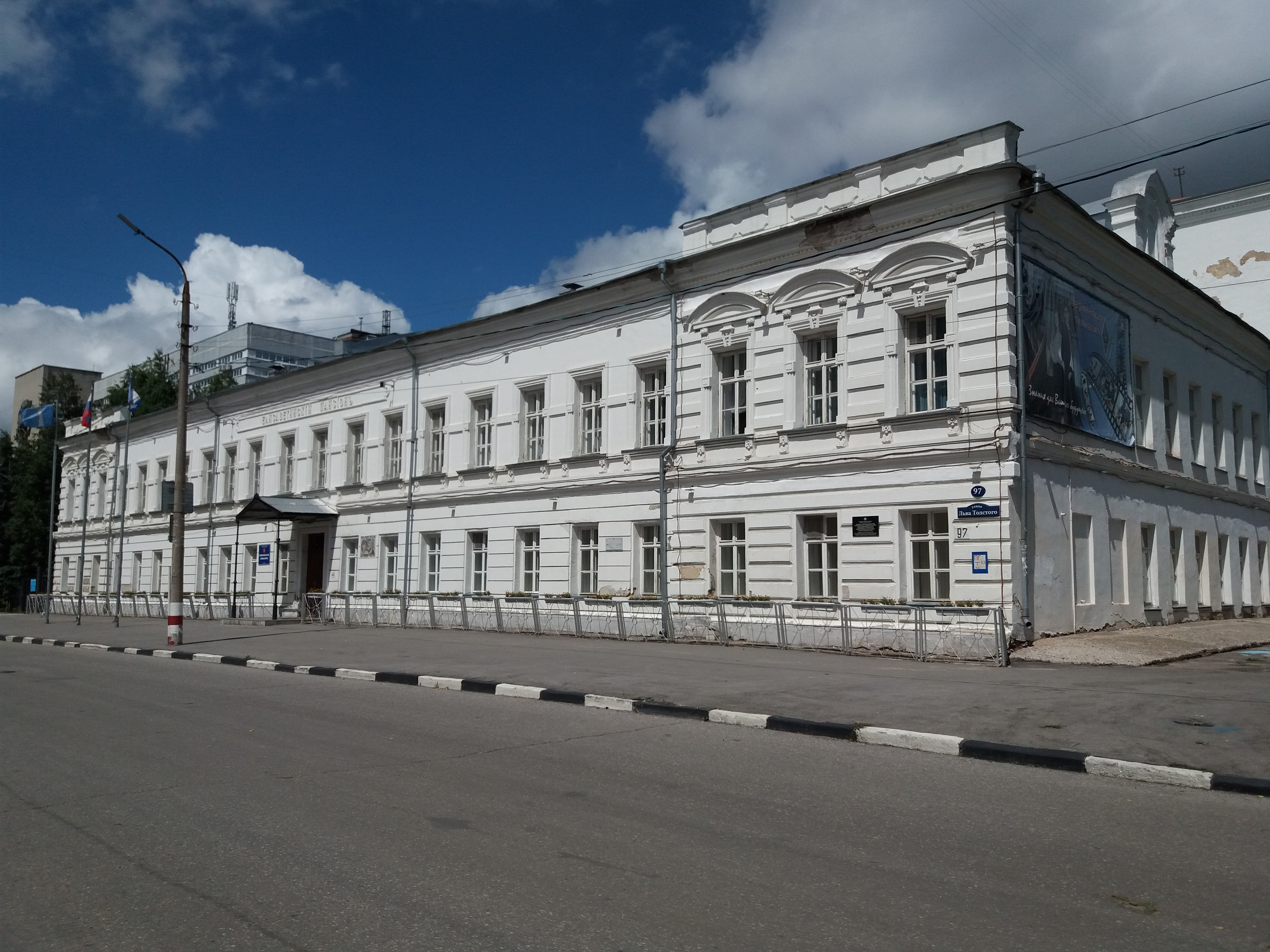
Здание Дома Трудолюбия (Мариинская гимназия).
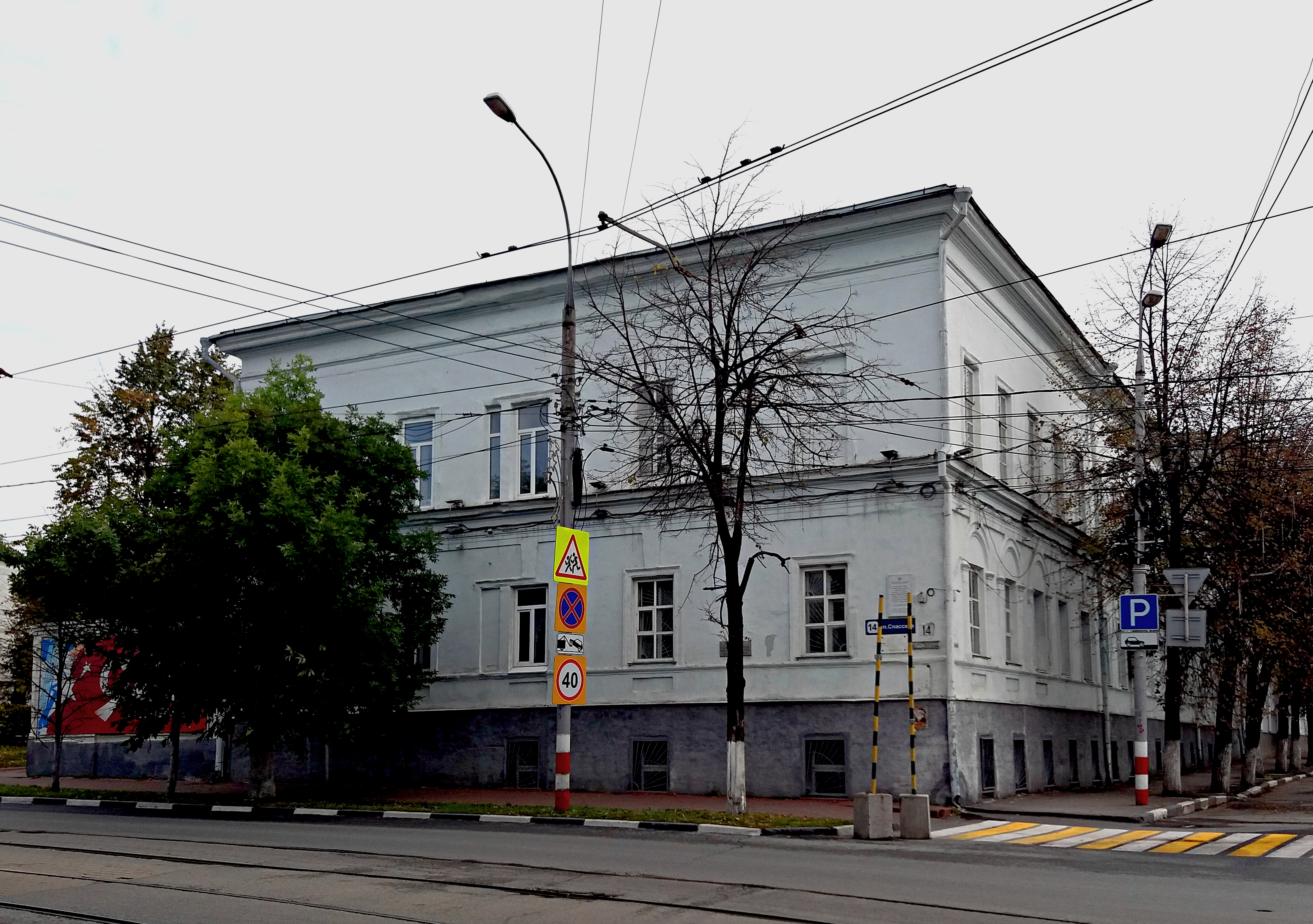
Здание пансиона Симбирской гимназии.
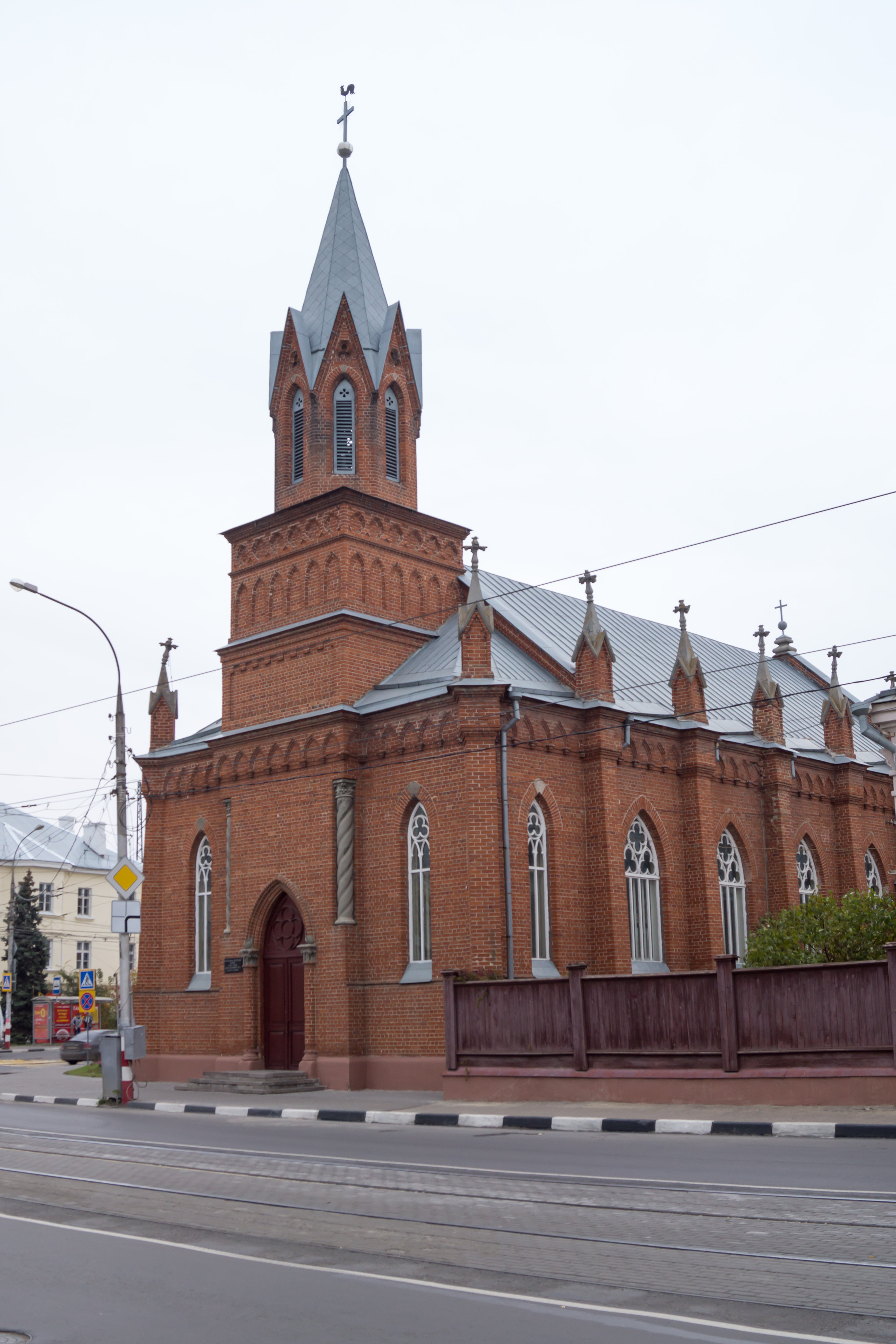
Кирха в Ульяновске, после перестройки в 1912 году.
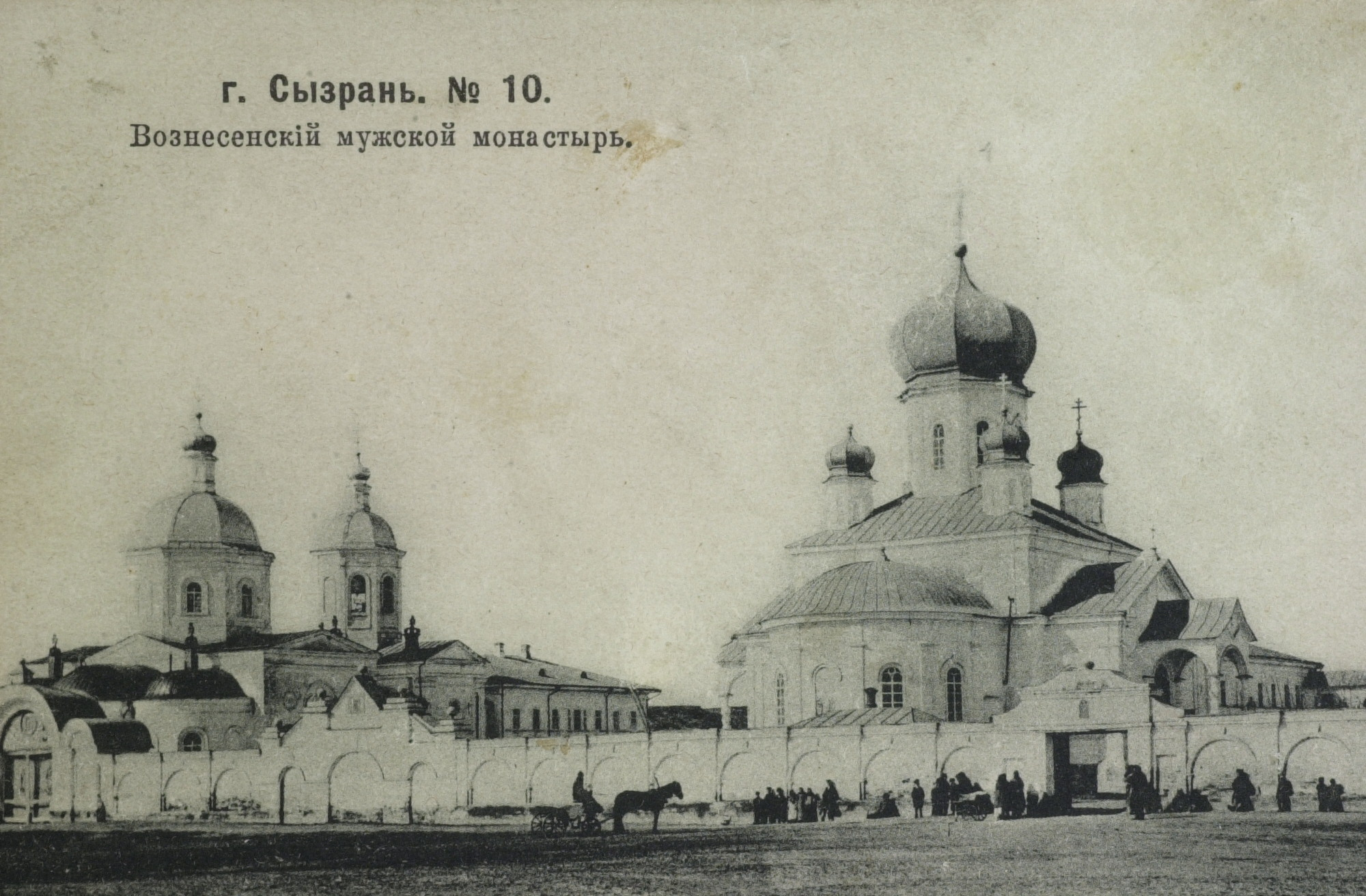
Сызранский Вознесенский мужской монастырь.
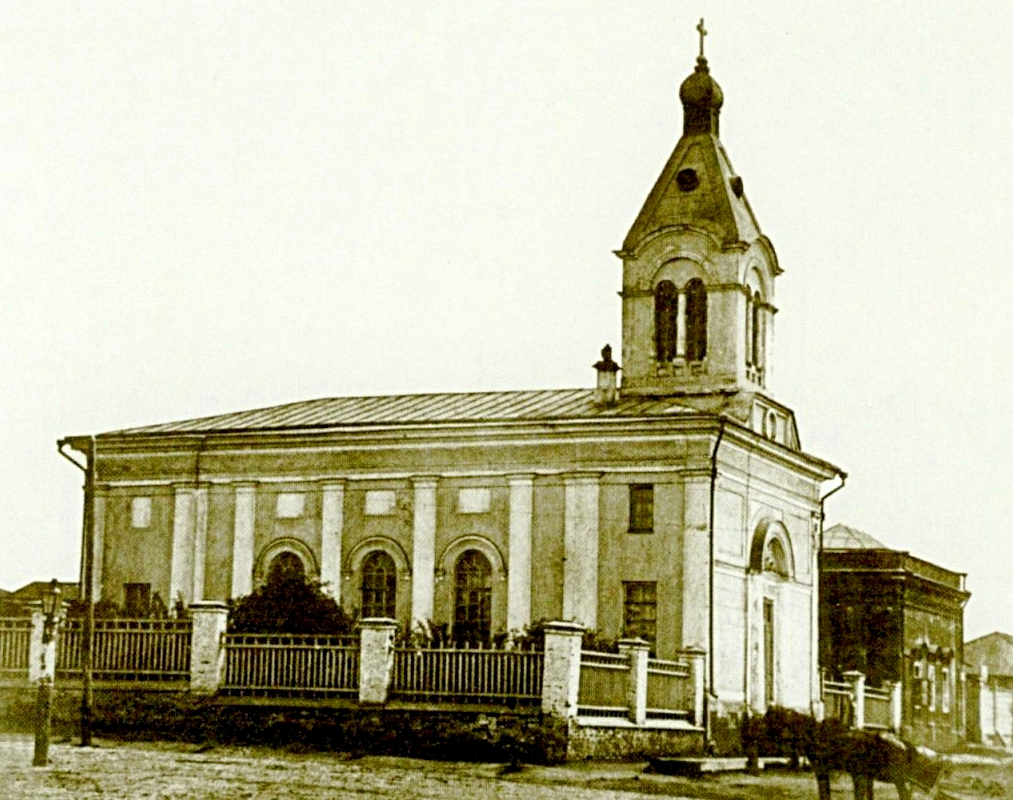
Евангелическо-лютеранская церковь св. Марии построена в 1843-1847 гг.
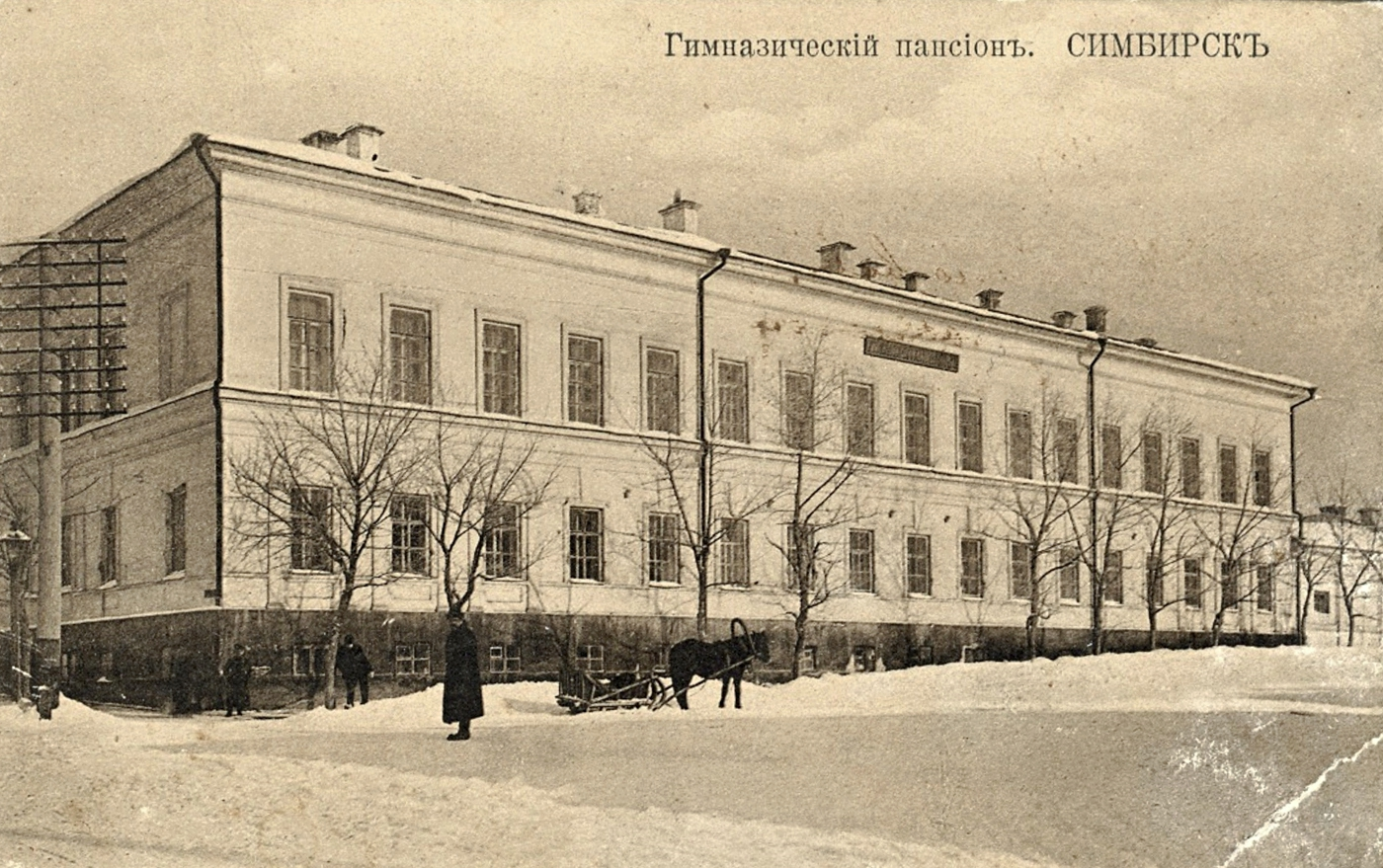
Пансион Симбирской гимназии (фото 1910-х гг.).
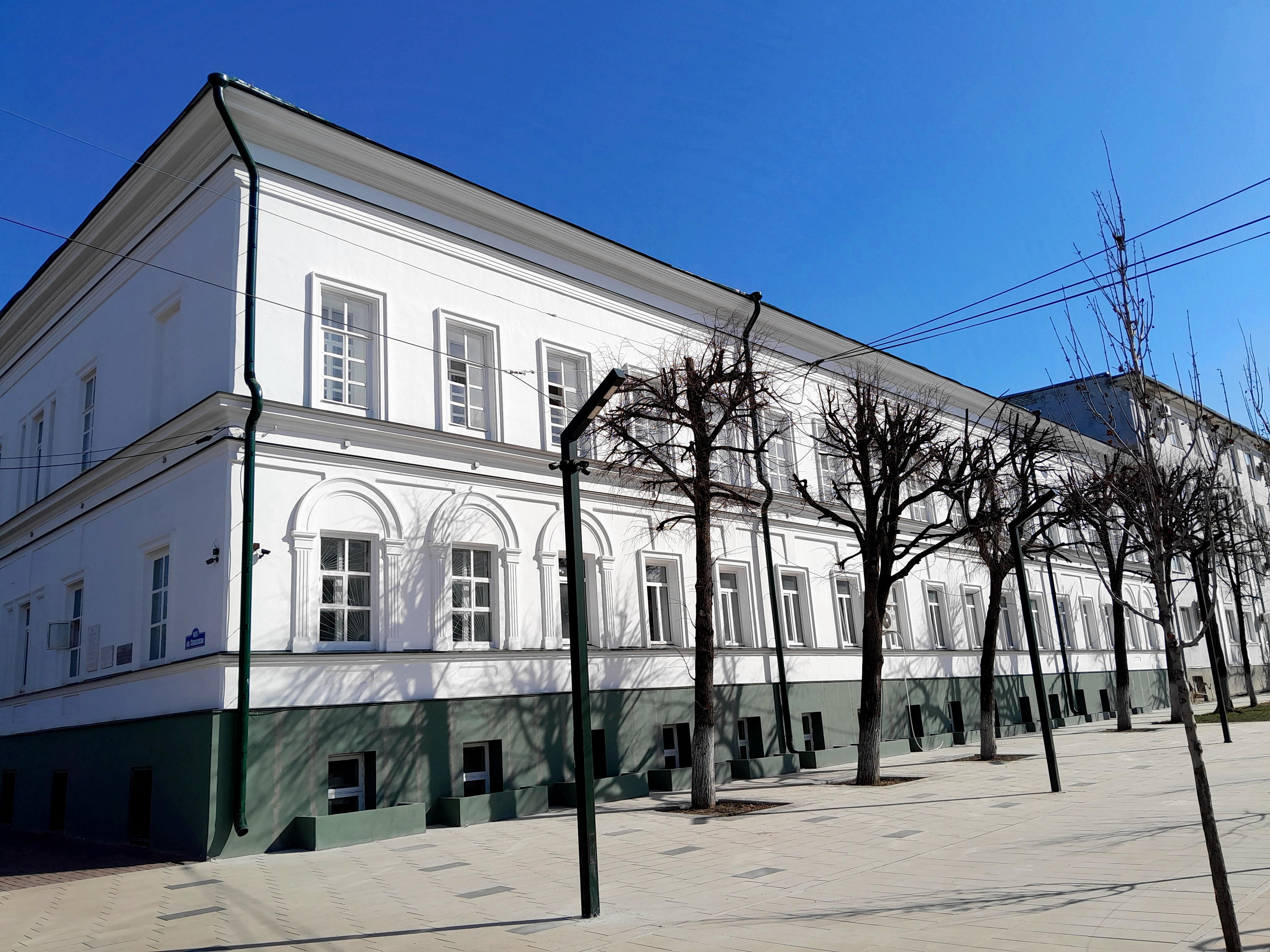
Здание пансиона Симбирской гимназии.
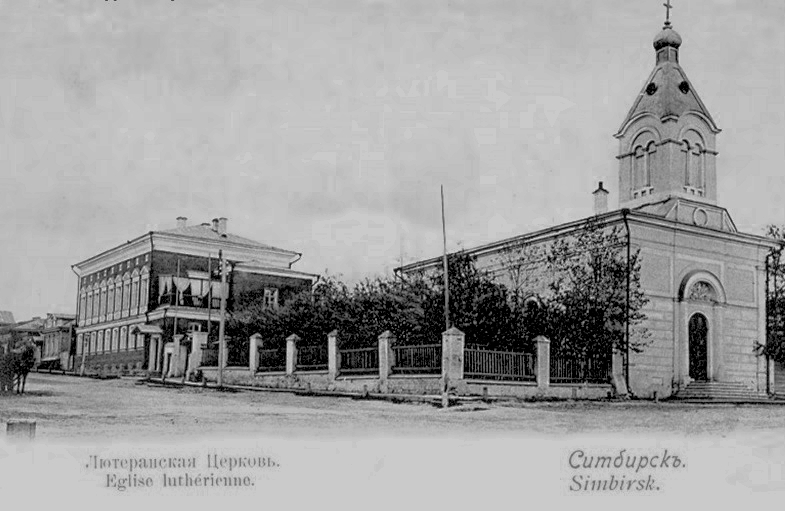
Лютеранская церковь (Симбирск, открытка 1910).
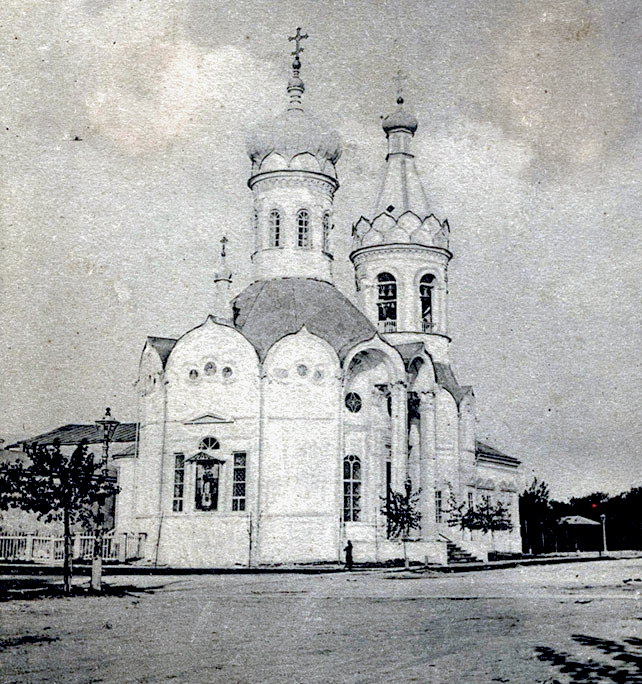
Николаевская церковь (Симбирск) (фото 1900 г.).
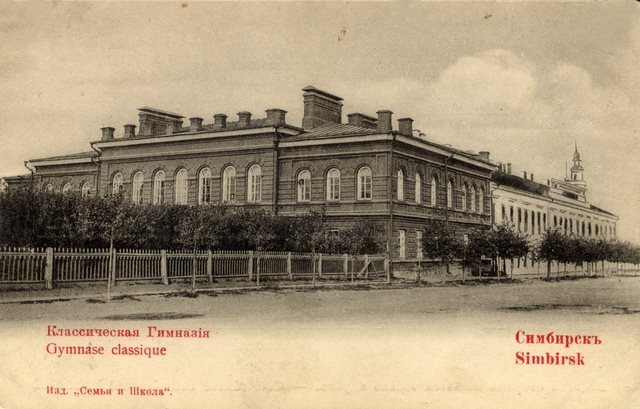
Симбирская классическая гимназия (открытка 1900-1917 г).
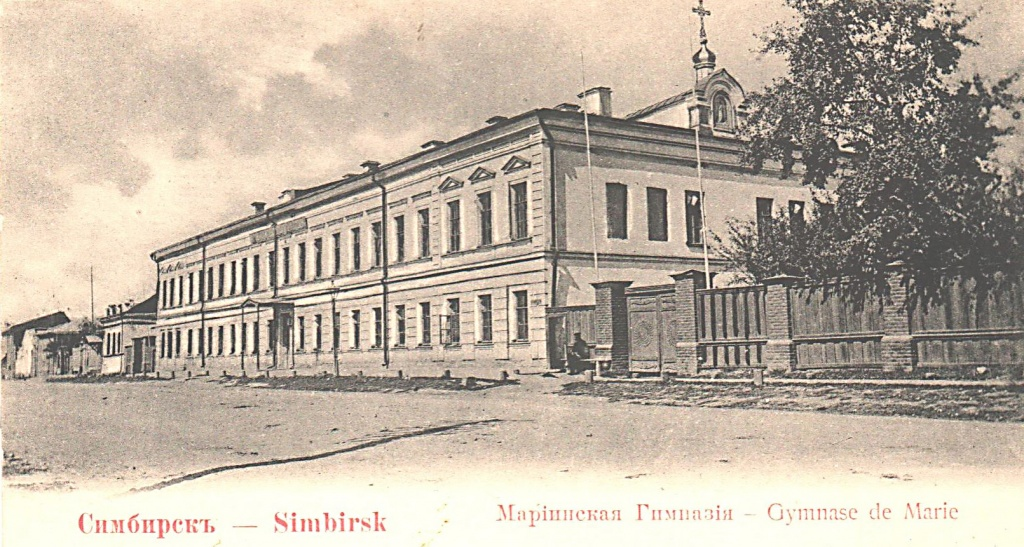
Мариинская гимназия (Симбирск, открытка, 1910).
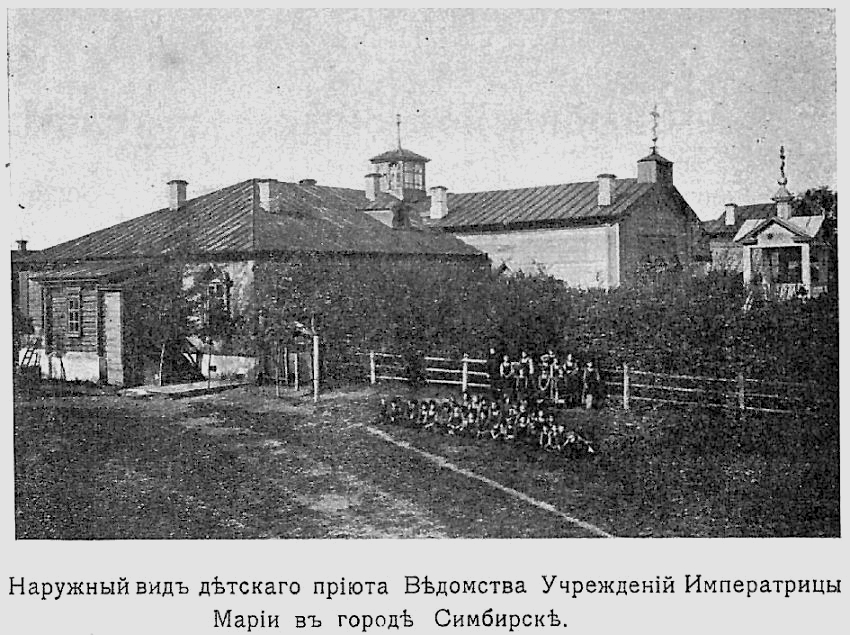
Церковь Успения Пресвятой Богородицы при детском приюте (Конно-Подгородная Слобода, 1912).
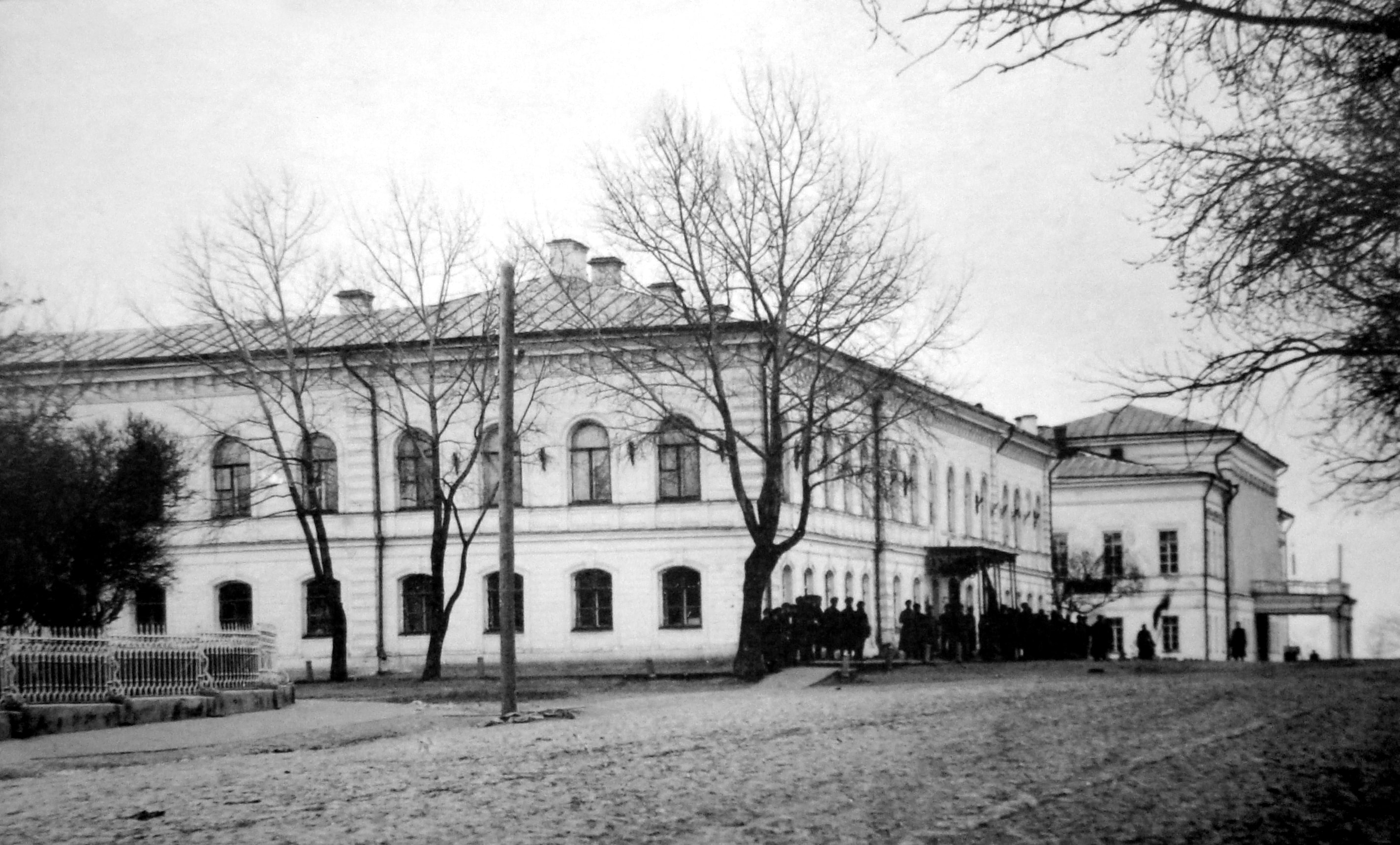
Угол Карамзинского сквера, Губернаторский дом и здание Дворянского собрания (1917).

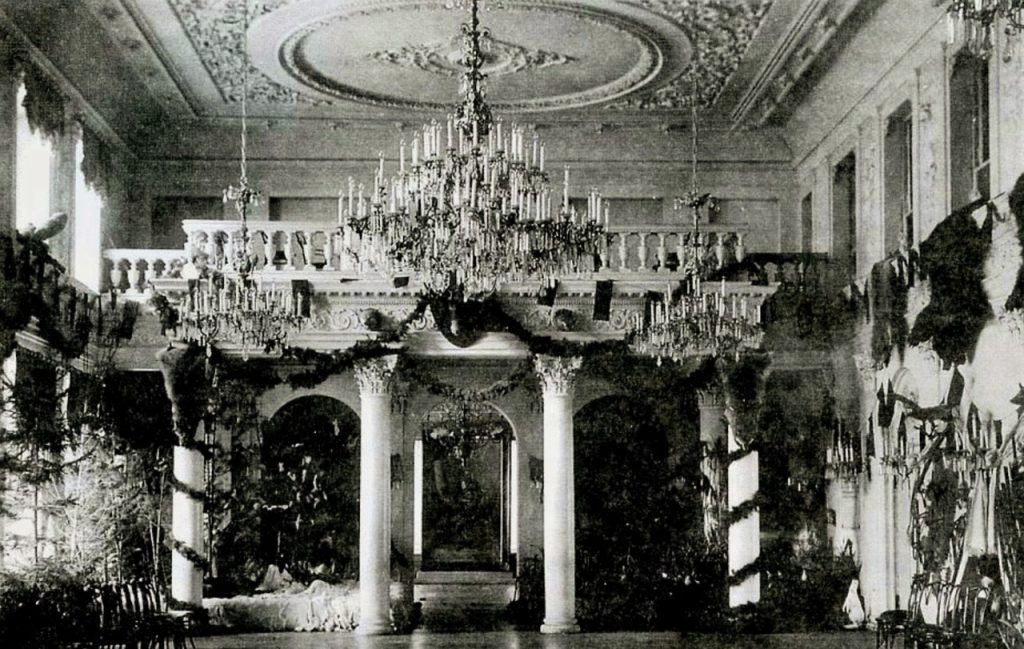
Бальный зал Дворянского собрания (1912)
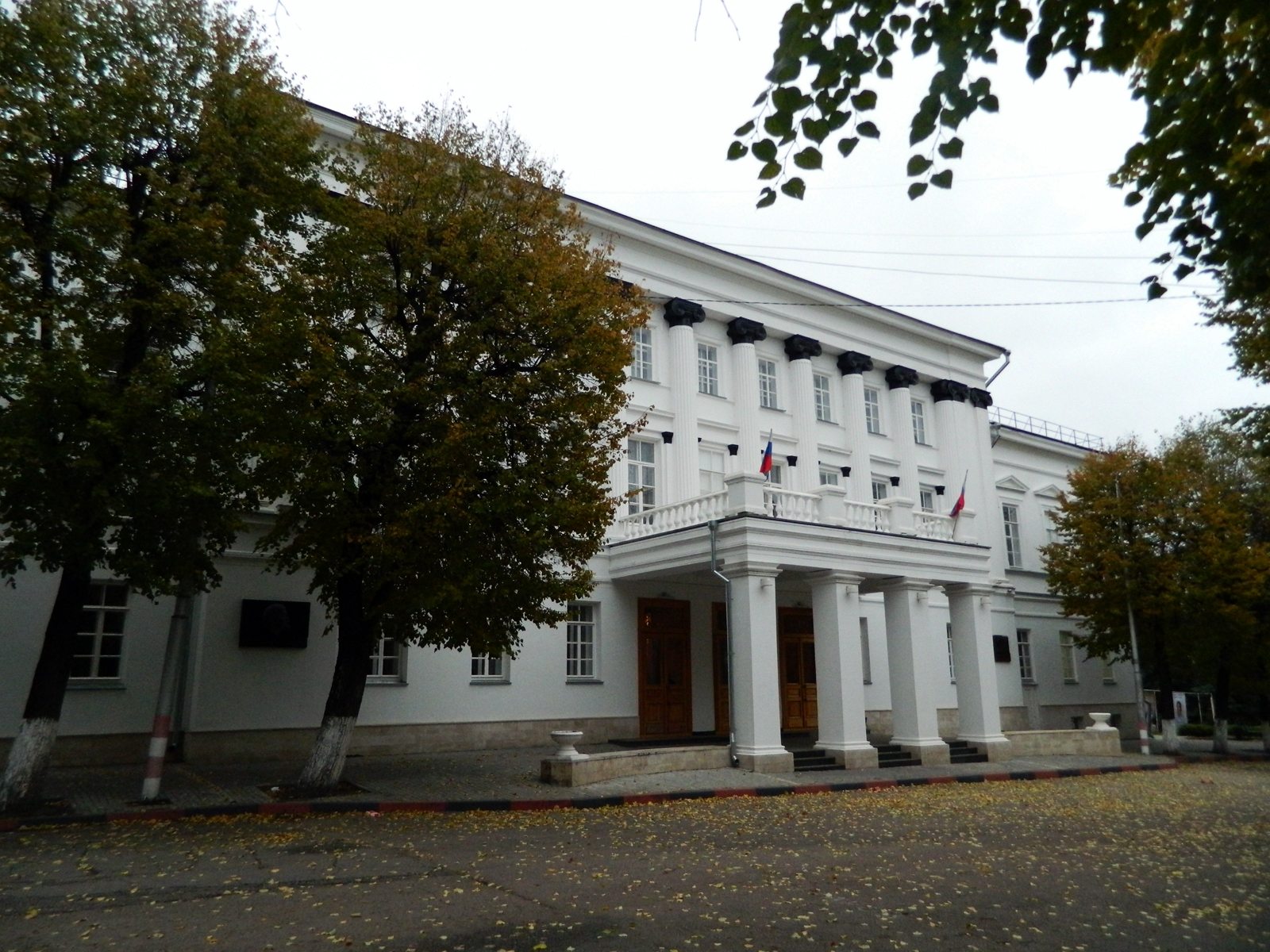
Здание в настоящее время — вид днём (2013)
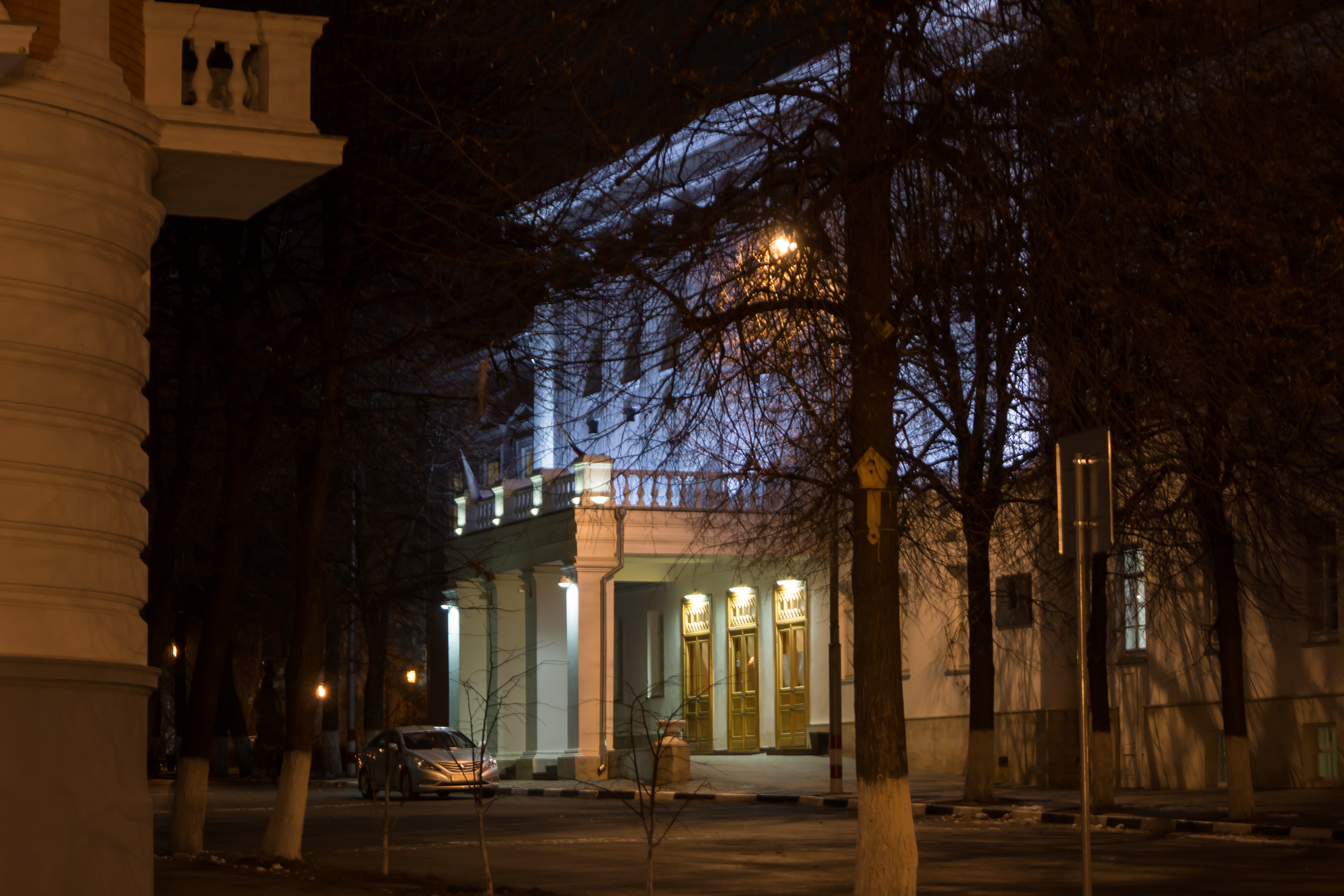
Здание в настоящее время — вид ночью (2014)

## Память
На зданиях его работы установлены мемориальные доски и отнесены к объектам культурного наследия России.

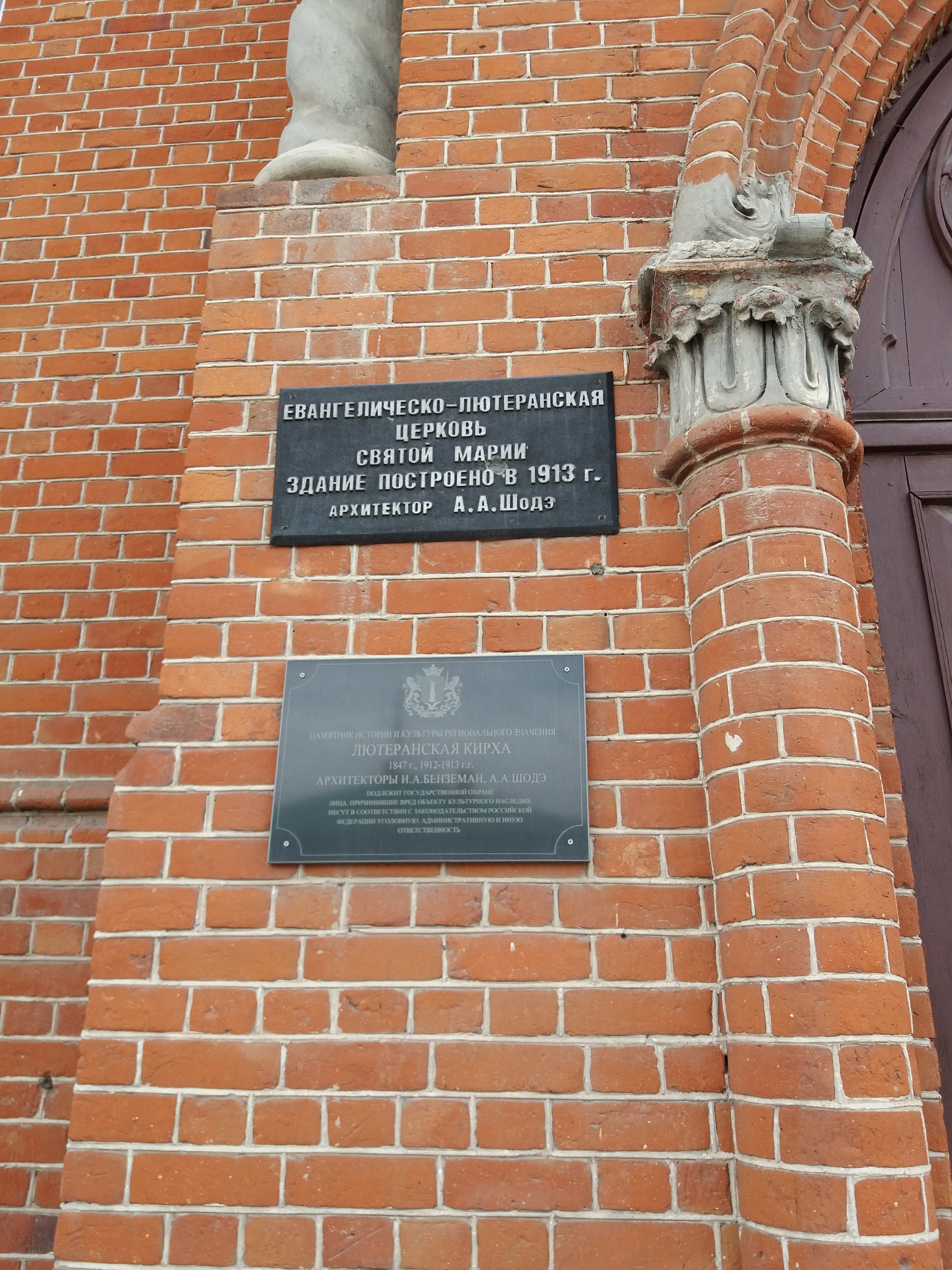
Мемориальные доски на Лютеранской кирхе. (нижняя доска)
Мемориальная табличка на здании пансиона гимназии.
Мемориальная табличка на здании пансиона гимназии.
Мемориальная табличка на здании Дворянского собрания (1847 г.) (Ульяновск).

## Работы И. А. Бенземана в филателии

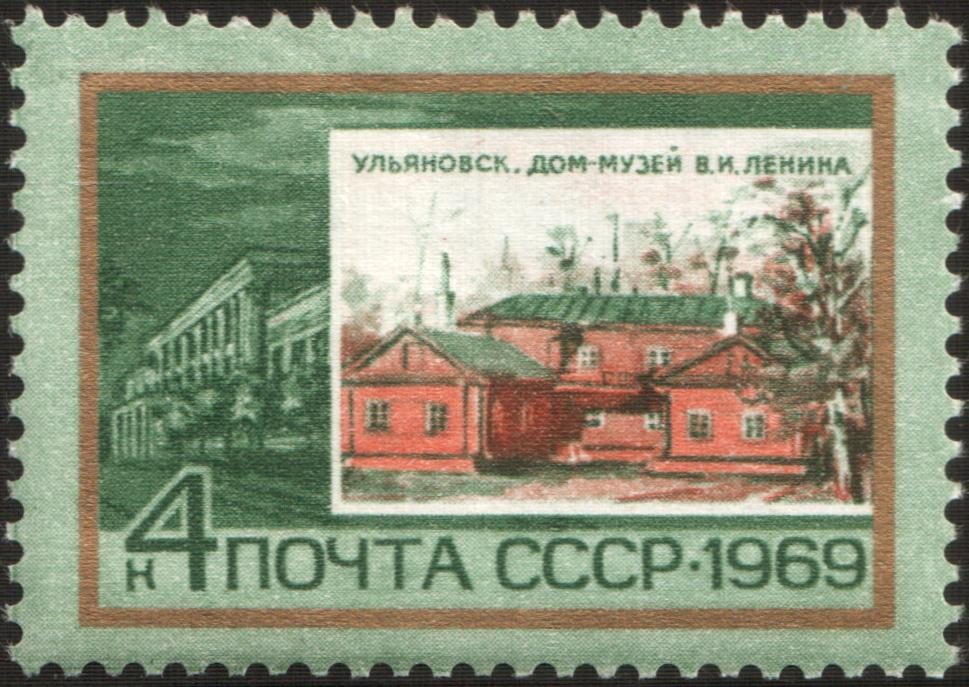
Почта СССР, 1969 г. Слева — здание Карамзинской библиотеки (здание бывшего Дворянского собрания).
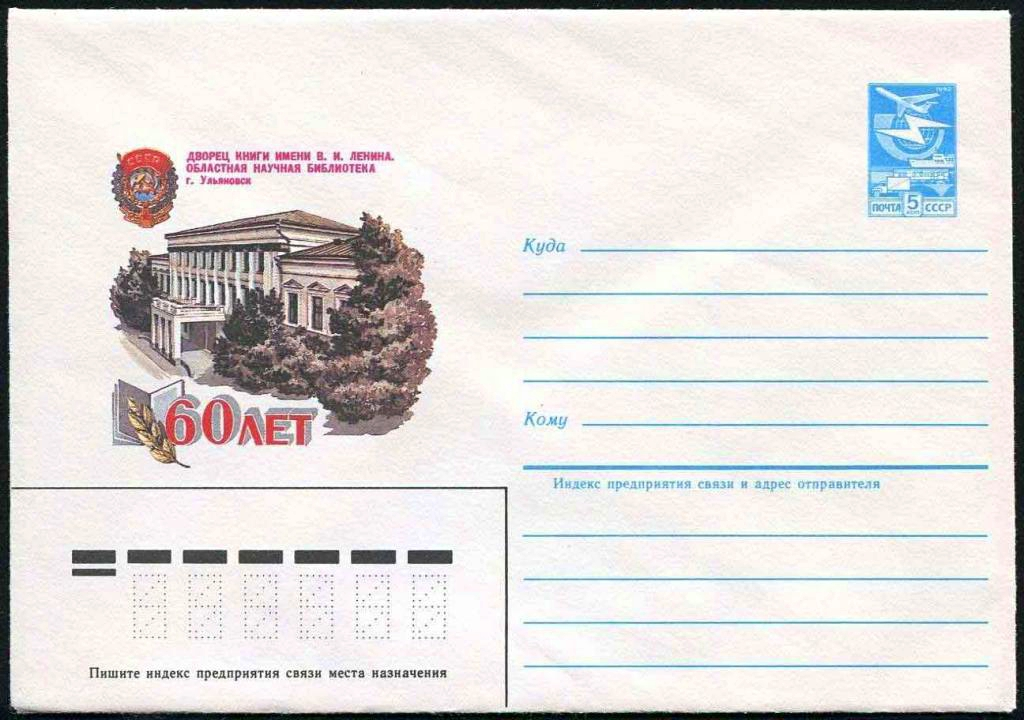
ХМК СССР, 1984 г. Областная научная библиотека. Ульяновск. 60 лет.
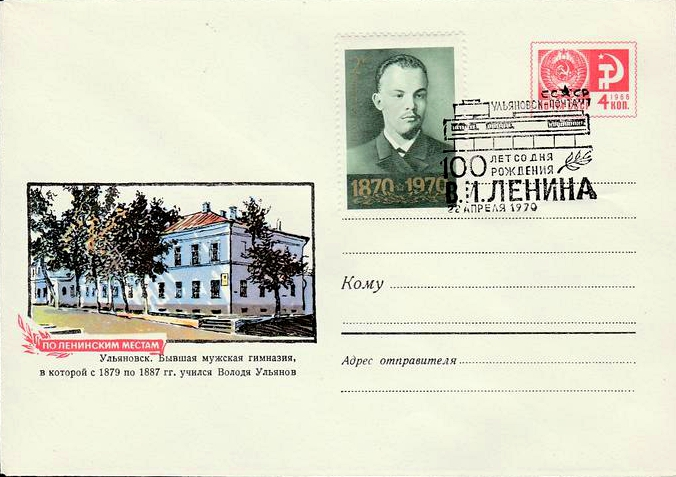
ХМК СССР, 1970 г. Ульяновск, гимназия. СГ- «100 лет со дня рождения Ленина. Ульяновск».
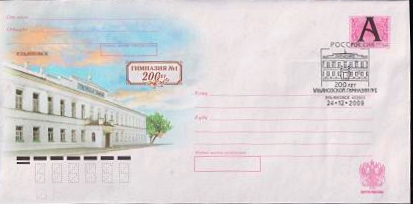
ХМК РФ, 2009. Ульяновск. 200 лет Гимназии № 1.
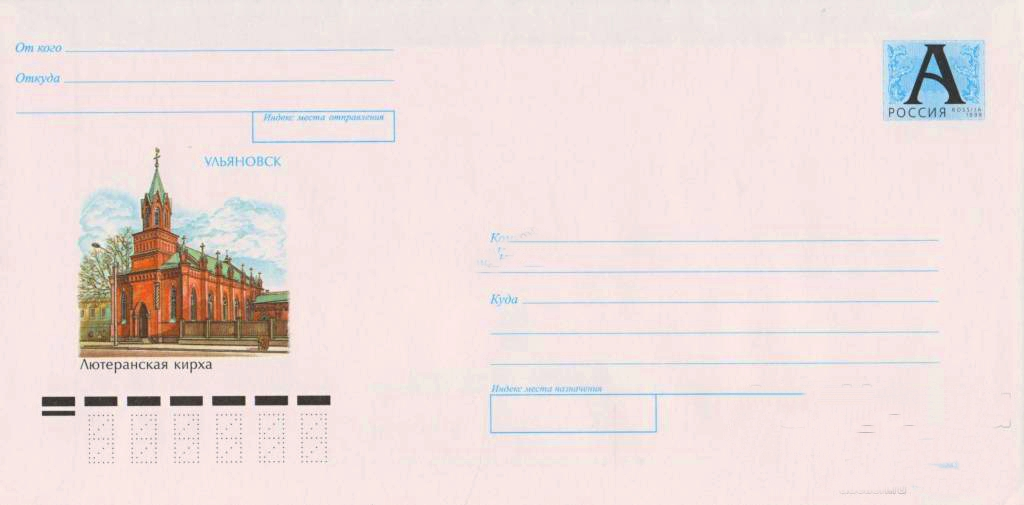
ХМК РФ, 2004. Ульяновск. Кирха.